# Одкровення

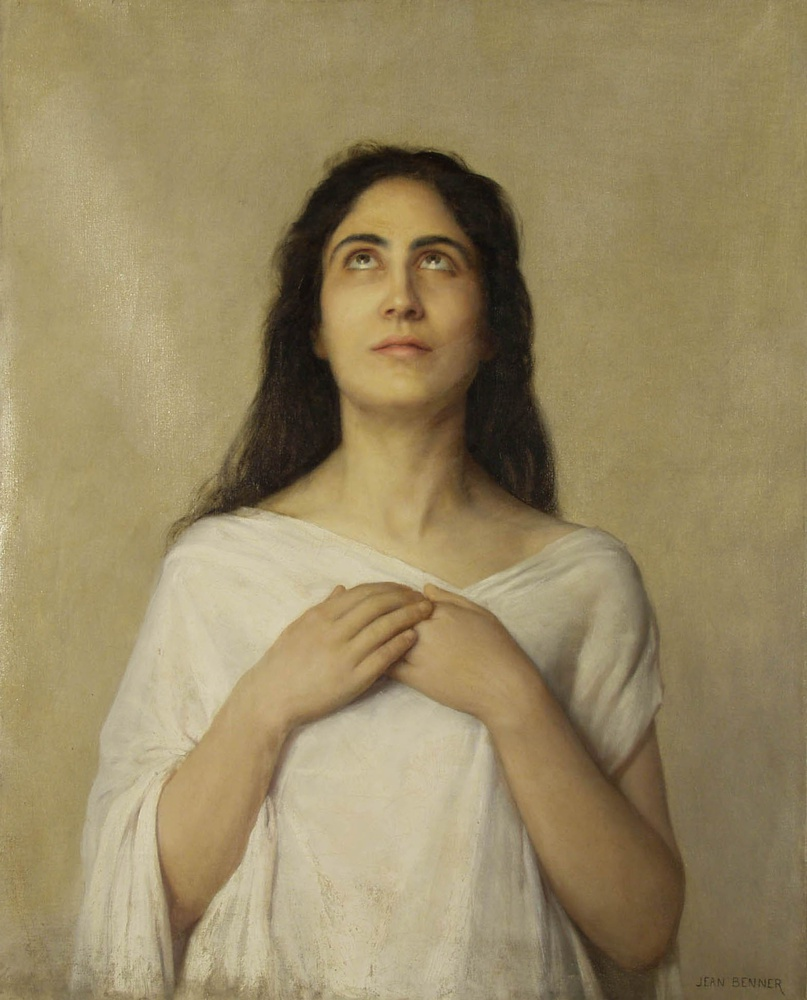
«Екстаз» — момент одкровення. Картина зібрання Страсбурзького музею нового і сучасного мистецтва.

Одкрове́ння — за релігійними уявленнями — надприродна передача людям «істин, що походять від бога» й виражають його волю.
Одкровення розглядається більшістю релігій як найважливіше джерело знання, яке надає керівні принципи ставлення людей до бога й один до одного.
У релігійно-ідеалістичній філософії — надчуттєве безпосереднє осягнення істини, доступне лише обраним у момент містичного просвітління.
Одкровенням також називають жанр ранньохристиянської та іудейської літератури (наприклад, Одкровення І. Богослова).

## Особливості
Кожна релігія містить своє уявлення про шляхи одкровення:  
- безпосереднє явлення й висловлення богом своєї волі
- передача божественних істин з допомогою різних знамень
- прийняття свідчень бога людьми, відзначеними його особливим довір'ям[4] (різними праведниками, святими, угодниками, церковнослужителями)[2]
- стан релігійного екстазу, містичного осяяння тощо.[1]

У православ'ї та католицизмі основними видами одкровення вважають святе письмо та святий переказ, в ісламі — Коран.
До одкровень відносять найважливіші з релігійної точки зору положення (догмати), які оголошують недоступними людському розуму та протиставляються науці.